# T Pyxidis
T Pyxidis är en rekurrent nova som upptäcktes vid ett utbrott i maj 1902 i stjärnbilden Kompassen. I maximum nådde novan ungefär +7 i magnitud. Utbrottet upptäcktes i efterhand av den amerikanska astronomen H. Leavitt på fotografiska plåtar över området. Utbrottet nådde ett maximum på åtminstone 7,3 den 2 maj och i januari året efter var den tillbaka i normal ljusstyrka, magnitud +14.
T Pyxidis är en dubbelstjärna som är drygt 15000 ljusår från jorden. Den består av en solliknande stjärna och en vit dvärg. Den vita dvärgen drar till sig gaser från den större stjärnan, vilket leder till återkommande utbrott. Efter upptäckten har även ett utbrott 1890 konstaterats, varför novan också fått namnet Nova Pyxidis 1890.
Stjärnsystemets skenbara magnitude är +15,5. Vid utbrotten ökar ljusstyrkan ungefär 7 magnituder. Det har inträffat 1890, 1902, 1920, 1944, 1966 och efter ett längre uppehåll även 2011.
Astronomerna har funnit belägg för att T Pyxidis ökat i massa trots novautbrotten och att den nu är nära  Chandrasekhars gräns och kan komma att få ett supernovautbrott och dessutom ganska snart.

## Följder för vår egen planet
På grund av T Pyxidis närhet till jorden kan ett supernovautbrott (typ Ia) få märkbara konsekvenser för jorden. Den gammastrålning som ett utbrott skulle medföra beräknas motsvara en total strålning (alla våglängder inräknade) motsvarande ungefär 1000 utbrott av vår egen, så mycket närmare liggande sol.  För att skada ozonskiktet skulle emellertid en supernova behöva vara närmare än det då beräknade avståndet, 3300 ljusår. Den röntgenstrålning som skulle nå jorden är helt försumbar. Den motsvarar inte ens ett vanligt solutbrott. 
Emellertid utmanades dessa beräkningar av Edward Sion, astronom vid Villanova University, av professor Alex Filippenko vid University of California i Berkeley, som menade att ett utbrott på detta avstånd skulle vara ofarligt. Fler exporter instämde, "en supernova skulle behöva vara tio gånger närmare jorden för att åstadkomma beskriven skada. Mänskligheten överlevde 1054 när Krabbnebulosan bildades av en supernova som exploderade på 6500 ljusårs avstånd. Om T Pyx skulle få ett utbrott som typ Ia supernova på ett beräknat avstånd av 3300 ljusår, så skulle dess skenbara magnitud ändå inte bli mer än -9,3 (dvs betydligt svagare än fullmånen).
Nya mätdata ger dessutom vid handen att äldre uppskattningar av T Pyxidis avstånd varit felaktiga. Vid novans senaste utbrott, i april 2001 riktades Rymdteleskopet Hubble mot novan. De nya säkrare mätningarna ger vid handen att T Pyxidis avstånd från solsystemet är 15600 ljusår.
Dr Sions rapport meddelade att utbrottet kunde komma snart. När Scientific American kontaktade Dr Sions team visade det sig att snart användes i astronomisk betydelse, det kunde ske om ungefär 10 miljoner år. … och då skulle T Pyxidis ha ett betydligt större avstånd till solsystemet än idag.

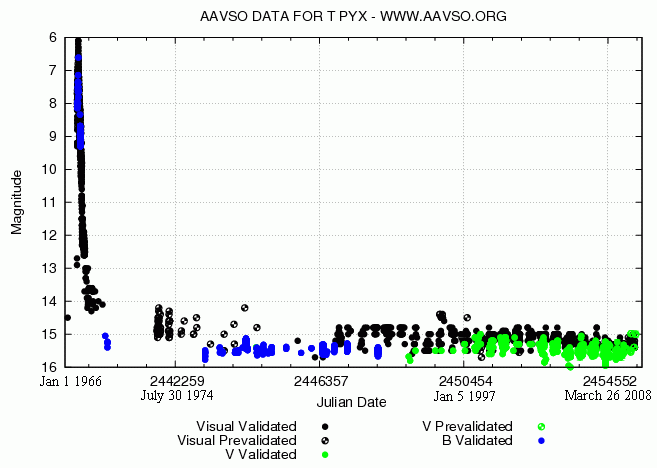
AAVSOs (American Association of Variable Star Observers) ljuskurva av T Pyxidis mellan 1 januari 1966 och 17 november 2010.

## Utbrottet 2011
Efter utbrottet på 1960-talet var T Pyxidis overksam så länge, att det började spekuleras om den slumrat in. Men efter nästan 45 år var det dags för ett nytt utbrott i april 2011. Maximum för utbrottet nåddes i början av maj, när novan hade magnitud +6,8.

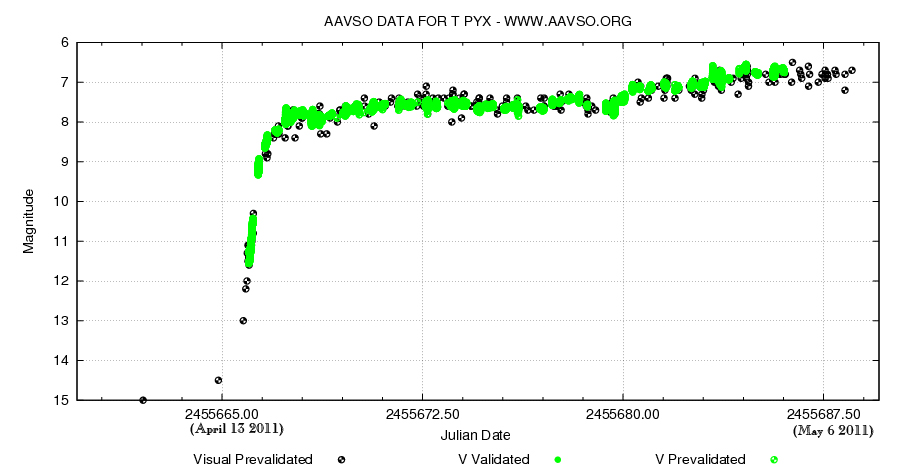
AAVSOs ljuskurva för T Pyxidis mellan 13 april och 6 maj 2011.